# Christopher Beale
Christopher Beale (Zug, Suiza; 18 de noviembre de 2000) es un escritor suizo. Conocido por poseer el récord mundial del libro Guinness como el autor más joven en publicar un libro impreso con seis años y 118 días.

## Biografía y carrera
Su padre, Theodore Beale, conocido como Vox Day, también es novelista, quien escribió una serie de novelas de fantasía cristiana llamada Eternal Warriors. También tiene dos hermanas menores, Elizabeth y Victoria Beale.
A la edad de seis años, Christopher Beale empezaba a escribir siempre que terminaba su almuerzo, un día su madre le dijo que intentara escribir una historia entera, y terminó escribiendo un libro entero al que llamó This and Last Season's Excursions. El libro fue publicado con un contrato con la editorial Aultbea Publishing el 25 de noviembre de 2006 en Londres. Gracias a esto, Beale consiguió el récord Guinness como el autor más joven en publicar un libro con una editorial.
Tras publicar This and Last Season's Excursions, Beale hizo una traducción del libro al italiano. Posteriormente aprendió también el idioma alemán.

### This and Last Season's Excursions
El libro publicado por Beale, y que le valió un récord Guinness, es en esencia un libro de literatura infantil. Beale se inspiró en él mismo y sus propios juguetes para escribir la novela. Trata de un niño y sus animales de peluche favoritos, su perrito Biscuit, su gatita Daisy y los feroces Big Hinnies, mientras rescatan lechuzas, luchan contra leones y buscan la misteriosa ciudad en movimiento de Quarles.

### Polémica
Se acusó a la editorial Aultbea Publishing de publicar This and Last Season's Excursions con el único fin de que el nombre de la editorial apareciera en el libro de récords Guinness, y Aultbea Publishing admitió haber aceptado dinero de autores para que promocionaran sus libros. Pero nunca se confirmó si Beale o sus padres tuvieron algo que ver.

## Obras
- 2006 - This and Last Season's Excursions[6]